# Santa María Yolotepec
Santa María Yolotepec är en ort i Mexiko.   Den ligger i kommunen Santa María Yolotepec och delstaten Oaxaca, i den sydöstra delen av landet, 300 km sydost om huvudstaden Mexico City. Santa María Yolotepec ligger 1 917 meter över havet och antalet invånare är 281.
Terrängen runt Santa María Yolotepec är bergig åt sydost, men åt nordväst är den kuperad. Runt Santa María Yolotepec är det glesbefolkat, med 17 invånare per kvadratkilometer. Närmaste större samhälle är Villa Chalcatongo de Hidalgo, 18,7 km norr om Santa María Yolotepec. I omgivningarna runt Santa María Yolotepec växer huvudsakligen savannskog.